# Lincoln megye (Maine)
Lincoln megye az Amerikai Egyesült Államokban, azon belül Maine államban található. Megyeszékhelye Wiscasset, legnagyobb városa Waldoboro. Lakosainak száma 35 237 fő (2020. április 1.). Lincoln megye Kennebec, Waldo, Knox és Sagadahoc megyékkel határos.

## Népesség
A megye népességének változása:
| Lakosok száma | 34 380 | 34 249 | 34 143 | 34 088 | 33 969 | 35 237 |
|               | 2010   | 2011   | 2012   | 2013   | 2015   | 2020   |